# Sela (Sisak)
Pour les articles homonymes, voir Sela (homonymie).
Sela est un village de la municipalité de Sisak (comitat de Sisak-Moslavina) en Croatie. Au recensement de 2011, le village comptait 963 habitants.